# Shane Twins
Shane Twins es un tag team de lucha libre profesional compuesto por los hermanos gemelos Mike y Todd Shane. Son conocidos por sus apariciones en la World Wrestling Entertainment como Gymini. 

## Historia

### Independent Pro Wrestling (1998-2001)
Shane Twins debutaron en Independent Pro Wrestling, en Florida, en 1998. Sus nombres eran Biff Wentworth (Mike) y Chaz Wentworth (Todd), conocidos como The Wentworth Twins o Phi De Kappa U. Tuvieron los Campeonatos en Parejas de la IPW cinoc veces entre 1998 y 2003. Su quinto reinado comenzó al derrotar a The Road Warriors en Hokkaidō, Japón en un World Japan Show. Entraron también en un feudo con The Nasty Boys en la X Wrestling Federation, con base en los Universal Studios Orlando en noviembre de 2001.

### National Wrestling Alliance (2002-2005)
En 2002, Shane Twins ganaron los Campeonatos en Parejas de la NWA, pero se les fue retirado cuando Total Nonstop Action Wrestling consiguió los derechos de ese título. Los Shane volvieron a aparecer en TNA en agosto de 2002 bajo los nombres de Richard "Dick" Johnson (Mike) and Rod Johnson (Todd), conocidos como The Johnsons. Vistiendo trajes de látex de cuerpo entero con capucha y máscara, fueron dirigidos por Mortimer Plumtree, y dejaron TNA después de unas semanas.
Comenzaron a trabajar en Florida Championship Wrestling, donde formaron un stable llamado 911, Inc. con Ron Niemi, Steve Madison, Rod Steel y Eric Loy. Ganaron los Campeonatos en Parejas en cuatro ocasiones.

### World Wrestling Entertainment (2005-2007)
En enero de 2005, Shane Twins firmaron contratos de desarrollo de la World Wrestling Entertainment y participaron en varios house shows y dark matches con luchadores de la marca SmackDown!.

#### Deep South Wrestling (2005-2007)
En septiembre de 2005, Shane Twins fueron transferidos a la Deep South Wrestling, donde se les conoció como The Regulators. Los hermanos entraron en un feudo con High Impact (Tony Santorelli & Mike Taylor), consiguiendo los servicios de Trenesha Biggers como valet. A finales de año, The Regulators fueron transferidos al plantel principal bajo el nombre de Gymini
En 2006, Gymini comenzó a alternar entre sus apariciones en SmackDown! y DSW. El dúo entró en un feudo con el comentarista Bill DeMott cuando los hermanos estrellaron un ordenador sobre su cabeza. DeMott se aliaría con Freakin' Deacon, pero serían derrotados por Gymini. En mayo, Gymini llegó a la final de un torneo por los Campeonatos en Parejas de la DSW, pero fueron derrotados por High Impact.
En septiembre, Gymini apareció mayoritariamente en DSW, entrando en un feudo con The Major Brothers (Brian & Brett) alrededor de los Campeonatos en Parejas de la DSW. Durante el mismo, se les unió la nueva valet Angel Williams. Después de que los Campeonatos fueran ganados por Urban Assault (Eric Perez & Sonny Siaki) (c/G-Rilla), Gymini inició una rivalidad con ellos. El 14 de diciembre, Gymini ganó los Campeonatos después de que Bill DeMott atacase a G-Rilla, el guardaespaldas de Urban Assault, y esto distrajese a su equipo.  DeMott olvidó su antigua enemistad con Gymini y se convirtió en su mánager, permaneciendo Williams con ellos sólo un corto espacio de tiempo más. Semanas más tarde, Urban Assault volvió a enfrentarse a ellos por los títulos, pero perdieron ante Gymini gracias a la intervención de G-Rilla, quien había sido traicionado por sus antiguos compañeros. En enero de 2007, Gymini fueron liberados de sus contratos y los Campeonatos fueron dejados vacantes.

#### SmackDown! (2006-2007)
El 6 de enero de 2006, los Shane debutaron en SmackDown! como los guardaespaldas del gurú del fitness Simon Dean y bajo el nuevo nombre de Gymini, un juego de palabras con gym y Gemini. En su debut, los hermanos intervinieron atacando y reduciendo fácilmente a Paul London & Brian Kendrick, quienes habían respondido a un reto de Dean sobre un combate por parejas. Tras ello, Gymini luchó frecuentemente en Velocity y Deep South Wrestling, destrozando innumerables equipos y asistiendo a Dean en sus combates. Eventualmente, Gymini entró en un feudo con London y Kendrick, con Gymini ganando en todos los combates.
Gymini continuaría apareciendo durante finales de 2006 y principios de 2007 en la marca, compitiendo mayoritariamente en dark matches. En enero de 2007, el dúo fue liberado de su contrato.

### World Wrestling Council (2008)
En julio de 2008, Shane Twins volvieron a World Wrestling Council.

## En lucha
- Movimientos finales
  - Crash Diet[1] (Double crucifix powerbomb)[7]
  - Cross Trainer[8][9][10] (Double straight jacket neckbreaker slam)[7]
  - Double gorilla press chokeslam[3] - 2001-2003
  - Simultáneos fireman's carry cutters[3]

- Movimientos de firma
  - Sky lift slam[7][9]
  - Simultáneos delayed scoop slams precedidos de impactar a un oponente contra otro[7][9]
  - Double shoulder block después de un double Irish whip contra las cuerdas
  - Double hip toss[9]
  - Double vertical suplex[8]
  - Double clothesline[8]
  - Double flapjack
  - Double big boot

- Managers
  - Mortimer Plumtree
  - Ron Niemi
  - Trenesha
  - Simon Dean
  - Angel Williams
  - Bill DeMott

## Campeonatos y logros
- Deep South Wrestling
  - DSW Tag Team Championship (1 vez)

- Independent Pro Wrestling
  - IPW Tag Team Championship (5 veces)
  - IPW Television Championship (1 vez) - Mike

- Jersey All Pro Wrestling
  - JAPW Tag Team Championship (1 vez)

- National Wrestling Alliance
  - NWA Florida Heavyweight Championship (1 vez) - Todd
  - NWA Florida Tag Team Championship (4 veces)
  - NWA World Tag Team Championship (1 vez)

- World Professional Wrestling Federation
  - WPWF Tag Team Championship (1 vez)

- Wrestling Observer Newsletter awards
  - WON Peor Gimmick (2002)